# Crooked Lake (Boundary Waters)
Der Crooked Lake ist ein langgestreckter und verzweigter See an der Grenze zwischen Minnesota (USA) und Ontario (Kanada). Im Crooked Lake befinden sich zahlreiche bewaldete Inseln.

## Lage
Der 30 km lange See bildet die Grenze zwischen Minnesota im Süden und dem Rainy River District von Ontario im Norden. Er hat eine Fläche von 41,9 km² und liegt auf einer Höhe von 380 m. Der Crooked Lake gliedert sich in eine Kette von fünf Seebecken, welche über schmale Sunde miteinander verbunden sind. Im Osten liegt die Wednesday Bay, in welche der Basswood River mündet. Es schließt sich in westlicher Richtung die Thursday Bay, die Friday Bay, die Saturday Bay und schließlich die Sunday Bay an. Im äußersten Westen fließt das Wasser des Sees über die Curtain Falls zum benachbarten Iron Lake und weiter zum Lac la Croix ab.
Der See liegt auf kanadischer Seite im Quetico Provincial Park. Auf US-amerikanischer Seite befindet sich die Boundary Waters Canoe Area Wilderness als Teil des Superior National Forest. Mehrere Kanurouten verlaufen durch den See.
1996 wurde der See entlang der kanadische Seite der Grenze, als Teil des Boundary Waters – Voyageur Waterway, zum Canadian Heritage River erklärt.